# Požeženo
Požeženo (en serbe cyrillique : Пожежено) est un village de Serbie situé dans la municipalité de Veliko Gradište, district de Braničevo. Au recensement de 2011, il comptait 651 habitants.

## Démographie

### Évolution historique de la population
| 1948  | 1953  | 1961  | 1971  | 1981  | 1991 | 2002 | 2011 |
| ----- | ----- | ----- | ----- | ----- | ---- | ---- | ---- |
| 1 189 | 1 252 | 1 215 | 1 154 | 1 102 | 962  | 799  | 651  |

|  |